# Pentádio (poeta)
Pentádio (em latim: Pentadius) foi um poeta romano do final do século III ou começo do IV, conhecido como autor da Antologia Latina (Anthologia Latina). É por vezes identificado com o Pentádio a quem Lactâncio dedica a epítome de seu Divinas Instituições.